# 公民
公民（英語：Citizen）是在一个政治实体如国家或城市中，拥有公民身份并根据该地法律规定享有权利和承担义务的人民。
公民身份或公民權（Citizenship）是一種認同或身份的形式，使個人在政治社群中取得相關的社會權利和義務，和国籍概念不同，擁有國籍如未成年的國民可能沒有行使公民權的權利及義務，在宪法学及政治學則指由法律规范及政治社群中的個人和群體的权利及义务關係，但這不表示未成年人不具有公民身分；事實上，一般認為一個人的國籍就是他在某個國家的公民身分，而這一般與性別、年齡、種族、膚色、宗教信仰等各種外在條件無關，也就是公民的「公」字無關性別；然而少數國家可能會對公民身分的取得做出限制，像是沙烏地阿拉伯只允許穆斯林成為沙烏地阿拉伯公民。
近代公民權或公民資格的擴張或縮減與封建、專制、民主等制度的關係有不少的政治及學術討論
。
對民主國家及專制國家的公民權教育和保障的跨國比較仍是政策制定及學術研究的重要議題之一。
在各國培養公民素養的學校教育方面，全球規模最大的公民素養及公民教育的研究計劃國際公民及素養調查研究調查各國如何解決下一代公民積極參與社會的挑戰，評估各國青少年對未來公民身分之準備教育，對學生的公民素養的概念知識與能力進行測驗評量，其測驗及調查的範圍包括：公民認知、政治組織、公民概念（如人權）、以及負責任公民的作為及態度等等。

## 概念歷史

### 希腊城邦（polis）公民
公民社會的概念起源和發展於兩千五百年前的古希臘。古希臘是衆多城市的一個集合體，每一個城市自行管理各自的事務。希臘首都雅典的民主觀念作為代表，雅典即有“公民統治”的民主觀念，但與現今社會的公民標準相差甚遠 ，這些權利不包括婦女、窮人、奴隸以及居住在雅典的外國人，不過已有公民社會以及公民秩序的理念。
公民權可以是一種辨識方法，分辨誰是原本羅馬居民，誰是從別的地方來的，任何在羅馬出生的男人成年后都是羅馬公民，妇女、奴隸除外。公民在共和国时期与帝国前期限于具有罗马血统的成年男子，即至少有一方亲属是罗马人，希腊成年男子一般也被视为罗马公民，但随着古羅馬急速擴張，在帝国后期只要是在罗马长期生活的成年男子自由民都视为罗马公民。在共和国，公民均有權投票，妇女不属于公民。公民有權立約，有權具備合法的婚姻。公民不能夠被判處死刑，除非他們被控訴叛國罪。被征服的行省屬地的人民要成為羅馬公民最簡單的方法是從軍。
在欧洲中世纪和中国古代，君主制下大多数民众没有参与政治的权力，只是现行体制的的消极服从者，即臣民。中國先秦时代的典籍即出现了“公民”的说法，但古代為公之民，是天子所屬子民，行使天子律令所義務與權利，與私人之私民相對，與現代概念不同。近代资产阶级革命打破君主制下人身依附关系，在人与人之间建立自由契约关系，个人才第一次成为自由独立的理性个体，作为一个公民成为政治参与的主体:287。臣民将政府视为“他们”，而公民则将政府视为“我们”。

## 公民權的各種現代形式

### 法律
世界各國法律通常會訂定公民及政治權利規定國家與個人之間的關係，指定國家不應干涉及侵害某些個人行為，但視各國國情規定而不同，常見的公民自由包括居住及遷徙自由、言論自由、講學、著作及出版自由、秘密通訊自由、宗教信仰自由、思想及良知自由、集會結社自由、婚姻自由、罷工自由、私生活不受侵犯的權利、國家出入境自由、擁有財產自由等等。
公民權利必須建基於平等的原則，任何法律或政策不得對不同種族、膚色、性別、年齡、語言、宗教、政見、國籍作出區別、歧視，或有任何不公平待遇。「在法律面前人人平等，在沒有歧視的情況下受到法律保障」是一大主要原則。每一個公民對公共服務都可以享有同樣的享用權，在婚姻及職業上不應存在性別、家庭崗位、殘疾等任何的歧視。
公民政治權利是指公民依法享有參與國家政治生活的權利。它包括以下的內容：
- 公民有選舉權及被選舉權
- 參与國家管理的權利
- 政治參與的基本條件是知情權

### 社會參與
有永久居留權的人士在一段時間後可以申請归化為公民，但必須符合一定條件。
由於許多國家改用公民及公民權教育的概念來取代或擴張定義較狹隘的公民教育，這兩概念的差異在於前者對公民生活及公民社會的參與及接解的知識、瞭解與機會的範圍，比公民教育關注的如選舉中的投票的正式機構及法律流程更廣，包括公民如何互動並塑造他們自己的社群（包括學校）及社會。

## 公民權跨國比較和國際標準

### 中华人民共和国公民权利
根据1982年修改的《中华人民共和国宪法》第三十三条，凡具有中华人民共和国国籍的人都是中华人民共和国公民。
与1960年代相比，当今的中国大陸对经济和社会的控制已大为放宽，然而政治自由仍然受到中央和地方政府的严格控制。宪法中规定的“基本权利”包括：言论自由、出版自由、受公正审判权、宗教自由、选举权和财产权。部分西方组织认为当国家对犯人进行起诉时，这些规定并未产生行之有效的保护。中华人民共和国人权的另一严重问题在于中华人民共和国公民目前并不受到《公民权利与政治权利国际公约》的保护。中华人民共和国国家元首虽在1998年于该公约上签字，但迄今全国人大仍未批准该公约。2004年1月，胡锦涛表示，一旦条件成熟，中国大陸政府将向全国人大提交批准该公约。同年5月，温家宝访问欧洲再度回应说尽快批准。三年之后，在2008年3月，有记者询问温家宝政府准备何时提请全国人大正式批准该公约，温家宝回答正在研究，尽快批准。
政府公开和经常地进行政治言论和信息审查，特别是出版控制。无国界记者认为中华人民共和国是全世界出版自由最少的国家。部分人认为政府有对团体、组织和信仰的限制政策，在自己认为他们有害“社会稳定”时就会采取各种手段予以压制，如六四事件。政府对信息进行了有好有坏的控制：一個非常強大的媒體控制系統面臨非常強大的市場力量、教育水平日渐提高、决策更加开放（特别是关于环境问题）。
西方国家政府和非政府组织经常批评中华人民共和国，称其普遍侵犯公民权利，包括黑狱，逼供，拷打，虐待囚犯，限制言论、集会、宗教、新闻自由以及劳动权益。中国大陸的死刑在全世界最多，2004年90%的死刑发生在中国大陸在2005年无国界记者新闻自由指数中，中国大陸排名在167个国家中排名第159。中国大陸记者何清涟在她2004年的书《中国媒体控制》介绍中国大陸政府控制网络和其他传播介质。
中华人民共和国政府已经做出回应，认为人权概念应考虑到一个国家现有的经济发展水平，贫穷的国家更多精力应放在人民群众的生存权和发展权。人民生活水平的上升，扫盲指数和平均寿命在过去三十年里有所进展。打击自然灾害，如常年的长江洪水泛滥也有较大改善。

### 美利坚合众国公民权利
虽然美国人权受法律保障及公众认同，但政府死刑、种族歧视、族群政策、枪击、警察杀平民，经常侵犯人权。
德国之声在对2005年美国发布的外国年度人权报告进行评论时认为，尽管美国媒体享受充分的自由使得政府的行为受到监督，但是这个监督机制并不能完全杜绝践踏人权的现象。由于在反恐战争中的关塔那摩虐囚事件，美国在人权问题上的公信力正在不断下降。。
言论自由是美国人经常提到的一种自由，但是很多美国人并未意识到言论自由也受法律限制。1919年的申克诉合众国案确立了危险测试，允许在公共秩序受到言论的明显而即刻的威胁时限制言论自由。在1925年的吉特劳诉美国案中确立了危险倾向测试，限制了有可能导致暴力的言论。在这之前，对言论的限制通常被判决为违宪，这些限制也包括对报纸、电影和电视节目的限制。1971年的纽约时报诉美国案中，最高法院判决纽约时报有权公布关于越南战争的信息。最高法院也将保护范围扩展到象征性言论和商业言论。1989年，在引起很大争议的得克萨斯诉约翰逊案中，最高法院裁定焚烧国旗属于受到宪法第一修正案保护的象征性言论。
一些范围内的言论不受宪法保护。这些言论包含猥亵性言论、诽谤、攻击性言论和不当干涉。在米勒诉加利福尼亚州案中，最高法院确立了判断猥亵性言论的标准。2002年，最高法院在阿什克罗夫特诉自由言论联盟案中判定1996年通过的儿童色情预防法违宪。口头和书面的诽谤属于利用自己的言论自由侵害他人的名誉权。攻击性言论和不当干涉属于利用自己的言论自由侵犯他人的言论自由，法院通常判决这些言论不受宪法保护。但是在麦卡锡主义盛行的红色恐惧时期，很多人因为被麦卡锡指责同情共产主义而失去工作。
因特网的发展提出了重新定义言论自由的挑战。在雅虎禁止在其网上拍卖区出售纳粹相关商品之后，Google、雅虎、微软和思科因为协助进行中国网络审查而于2006年受到美国国会调查。在2006年初，美国公众在仇恨性言论、宗教权利和美国校内对学生服饰的规范的问题上仍旧有很大分歧。

## 公民及公民權教育
公民教育或公民素養指國家政府所提供讓人民應發揮公民義務與權利的教育，因此公民教育的概念和實施和公民權及公民身份密不可分，和民主一詞有一樣長久的歷史脈絡
。
根據權威國際教育成績評估協會在其國際公民及素養調查研究的描述，注意到許多國家現在改用公民及公民權教育來取代定義較狹隘的公民教育，兩者概念差異見公民教育條目首節內容。

### 中華民國公民教育
「公民」也是中華民國九年一貫課程國民中學、高級中等學校的一個社會領域學科之一（地理、歷史、公民），其教授的內容有：家庭、生活、政治、法律、經濟、全球關連。通常社會學類內容於第一冊，政治為第二冊，法律為第三冊，經濟為第四冊。

## 參看
- 人民
- 社会
- 公民社會
- 公民抗命
- 公民教育
- 雙重國籍
- 天賦人權
- 政治参与
- 民事登記